# Autobahn 11 (Belgien)
Die belgische Autobahn 11, französisch Autoroute 11, niederländisch Autosnelweg 11 genannt, verläuft auf einer Gesamtlänge von 40 Kilometern von Antwerpen (R1) aus bis Zelzate, wo sie in die Nationalstraße 49 übergeht. Geplant ist, die N49  bis nach Zeebrugge zur Autobahn auszubauen und in die A11 umzuwidmen. Die Autobahn ist Teil der Europastraße 34.

## Geschichte
1937 wurde mit dem Bau der Trasse von Antwerpen über Zelzate und Knokke nach Heist begonnen. Damals wurde die Trasse als eine Nationalstraße geplant und im Jahr 1983 als N49 verwirklicht. Der Umbau der N49 zur A11 begann in den 90er Jahren. Erste Autobahnabschnitte wurden Ende des 20. bzw. Anfang des 21. Jahrhunderts ausgebaut und eröffnet. Der letzte Abschnitt der A11 bei Zelzate, wo die A11 auf die R4 trifft, wurde im Juli 2004 dem Verkehr übergeben.

## Bilder

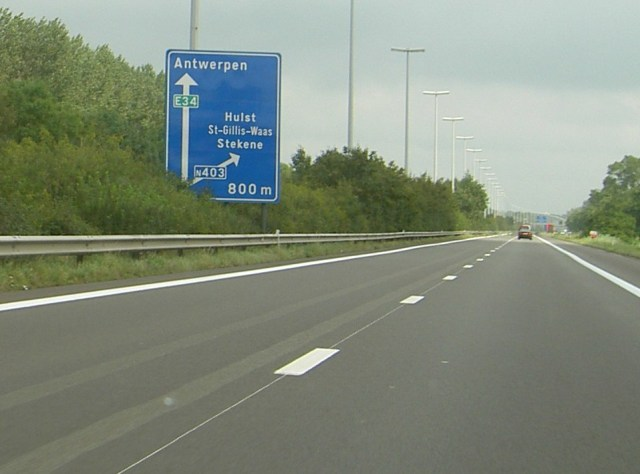
Ausfahrt nach Hulst
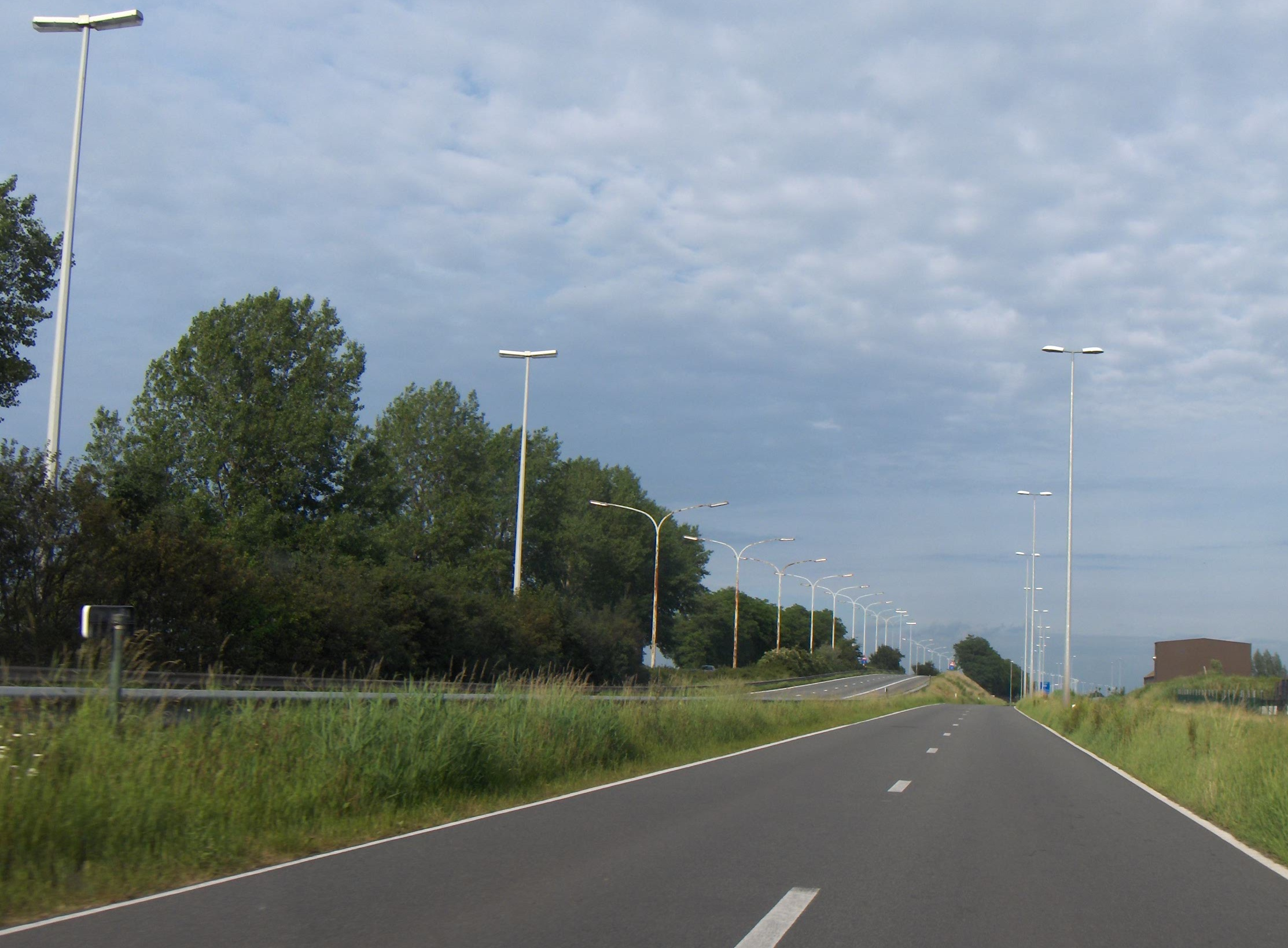
Parallelweg auf der E34